# جمعة الحبسي
جمعة الحبسي هو لاعب كرة قدم عماني في مركز قلب الدفاع، ولد في 28 يناير 1996 في سلطنة عمان يلعب في نادي السيب . شارك مع منتخب عمان لكرة القدم. أما مع النوادي، فقد لعب مع نادي السيب ونادي الخور.

## وصلات خارجية
- جمعة الحبسي على موقع ناشيونال فوتبول تيمز (الإنجليزية)